# Meinen Jesus lass ich nicht

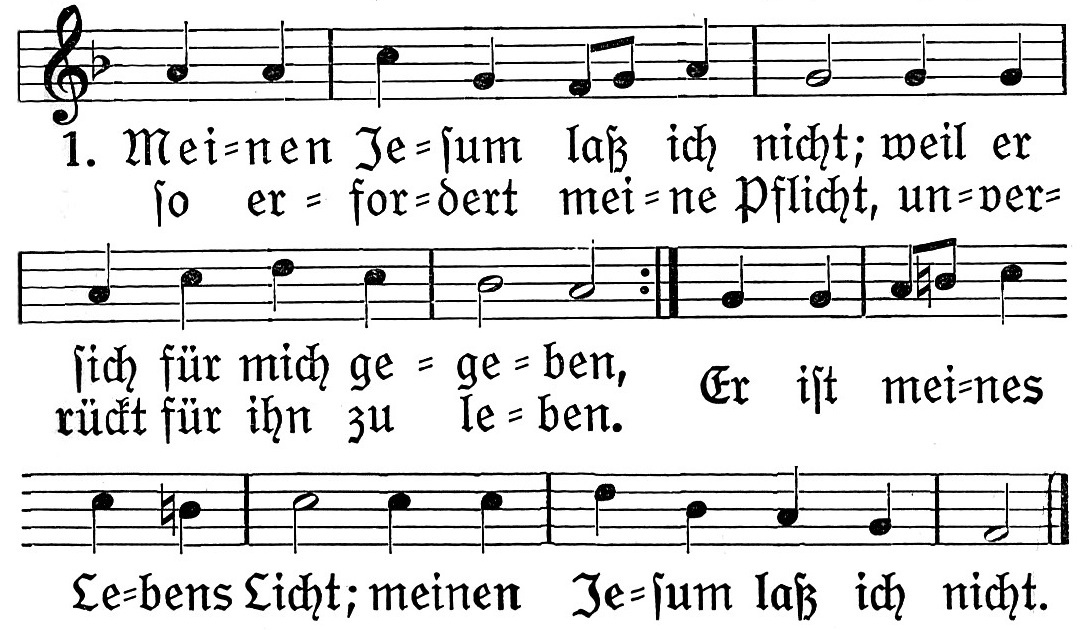
Meinen Jesus lass ich nicht mit der Melodie von Johann Ulich (DEG)

Meinen Jesus lass ich nicht, in älterer Version Meinen Jesum laß ich nicht, ist ein evangelisches Kirchenlied. Es handelt vom unbedingten Vertrauen des Christen zu Jesus Christus. Den Text schrieb Christian Keimann 1658. Die heute gebräuchliche Melodie komponierte Johann Ulich 1674. Im Evangelischen Gesangbuch hat es die Nr. 402, Rubrik „Glaube – Liebe – Hoffnung. Geborgen in Gottes Liebe“.

## Entstehung
Christian Keimann (1607–1662), ein fruchtbarer pädagogischer und religiöser Autor, war seit 1638 Gymnasialrektor in Zittau und hatte 1651 schon den kaiserlichen Ehrentitel Poeta laureatus erhalten, als er Meinen Jesum laß ich nicht verfasste. Das Lied findet sich erstmals in Andreas Hammerschmidts Chorbuch Fest-, Buß- und Danklieder von 1658 und dürfte nicht viel früher entstanden sein. Anlass war der Tod des sächsischen Kurfürsten Johann Georg I. am 8. Oktober 1656. Dieser hatte auf dem Sterbebett im Gespräch mit seinem Seelsorger Jakob Weller mehrfach den Bekenntnissatz gesagt, der zum Titel und roten Faden von Keimanns Lied wurde. Die Anfangsbuchstaben der letzten Strophe J–G–C–Z–S ergeben die Initialen von „Johann Georg Churfürst zu Sachsen“.

## Inhalt
Keimann konzipierte das Lied vollständig auf den Kernsatz hin, erstens als Anfangszeile, zweitens durch die Anfangswörter der Strophen 1–5 (Akrostichon, vergleiche Befiehl du deine Wege), drittens als Schlusszeile aller sechs Strophen, viertens, abgewandelt, als Anfangszeile der zweiten und der letzten Strophe.
Der Satz ist kein direktes Bibelzitat, wird jedoch schon in den Leichenpredigten Jakob Wellers für den Kurfürsten ausführlich auf den nächtlichen Kampf Jakobs mit dem Engel, der Gott selbst repräsentiert, bezogen (Gen 32,27 ), also auf eine radikale Konfliktsituation des Gottvertrauens. Keimanns Entfaltung – dem Ausgangssatz entsprechend in der Ich-Form, ohne Bezug auf die Gemeinschaft der Gläubigen – beginnt bei der Selbsthingabe Jesu am Kreuz, die eine „klettenweise“ Anhänglichkeit des Menschen fordere und bewirke, für den Jesus starb. Die zweite Strophe bezieht diese Anhänglichkeit auf die Gestaltung des „Erdenlebens“, die dritte auf Leiden und Todeskampf, die vierte nimmt ihre Vollendung in der seligen Gottesschau vorweg. Die fünfte Strophe formuliert die Sehnsucht nach Jesus, dem „Licht“, die alle anderen Wünsche als nichtig erscheinen lässt, und nimmt erneut Bezug auf die Versöhnungstat Jesu, bevor die letzte Strophe alles zusammenfasst.

## Text im Evangelischen Gesangbuch
1. Meinen Jesus lass ich nicht,

weil er sich für mich gegeben,

so erfordert meine Pflicht,

unverrückt für ihn zu leben.

Er ist meines Lebens Licht;

meinen Jesus lass ich nicht.

2. Jesus lass ich nimmer nicht,

hier in diesem Erdenleben;

ihm hab ich voll Zuversicht,

was ich bin und hab, ergeben.

Alles ist auf ihn gericht’;

meinen Jesus lass ich nicht.

3. Lass vergehen das Gesicht,

Hören, Schmecken, Fühlen weichen,

lass das letzte Tageslicht

mich auf dieser Welt erreichen:

wenn der Lebensfaden bricht,

meinen Jesus lass ich nicht.

4. Ich werd ihn auch lassen nicht,

wenn ich nun dahin gelanget,

wo vor seinem Angesicht

meiner Väter Glaube pranget.

Mich erfreut sein Angesicht;

meinen Jesus lass ich nicht.

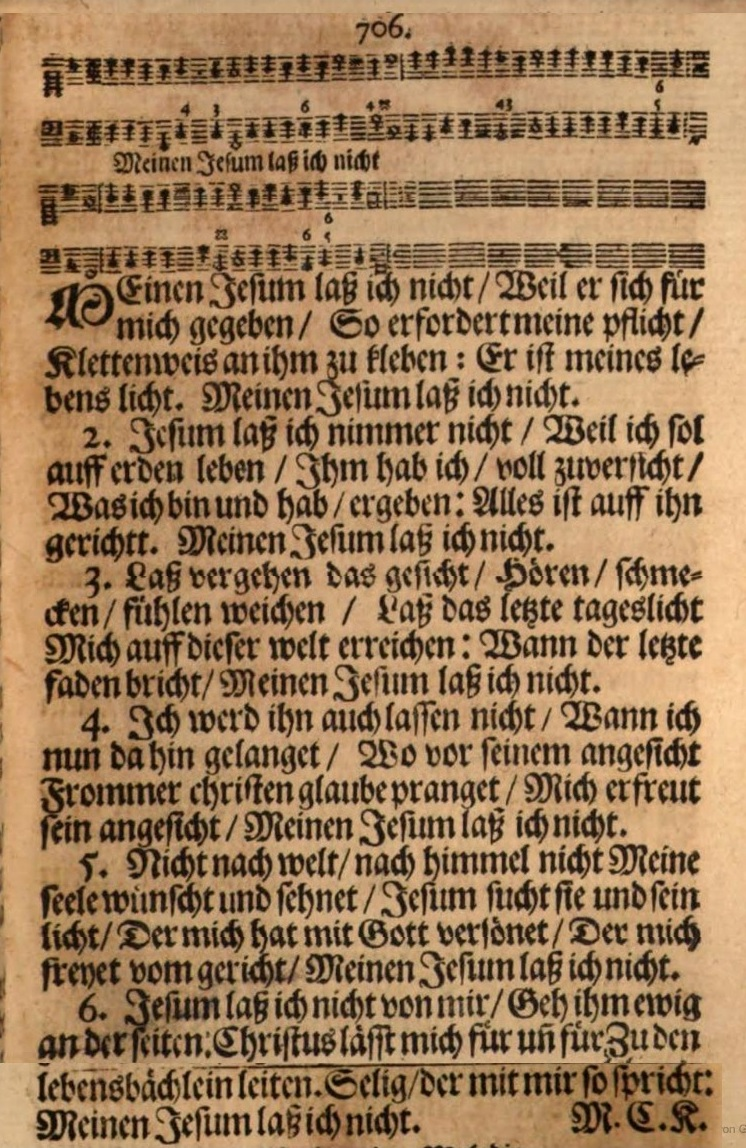
Meinen Jesum laß ich nicht,
Praxis Pietatis Melica 1693

5. Nicht nach Welt, nach Himmel nicht

meine Seel sich wünscht und sehnet,

Jesus wünscht sie und sein Licht,

der mich hat mit Gott versöhnet,

mich befreiet vom Gericht;

meinen Jesus lass ich nicht.

6. Jesus lass ich nicht von mir,

geh ihm ewig an der Seiten;

Christus lässt mich für und für

zu dem Lebensbächlein leiten.

Selig, wer mit mir so spricht:

Meinen Jesus lass ich nicht.

## Melodien und musikalische Bearbeitungen

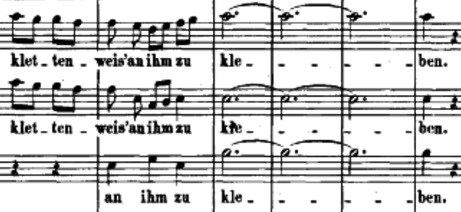
Johann Sebastian Bach, Eingangschor der Kantate 124, Unisono-Halteton der Unterstimmen auf „[klettenweis an ihm zu] kleben“

In der Erstveröffentlichung ist dem Lied eine Melodie von Andreas Hammerschmidt zugeordnet, die noch im 18. Jahrhundert gebräuchlich war. Sie liegt Johann Sebastian Bachs Choralsatz BWV 380 und Bearbeitungen in den Kantaten 70, 154, 157, 163 und am Schluss des ersten Teils der Frühfassung der Matthäus-Passion zu Grunde, vor allem aber der Choralkantate 124.
Noch im 19. Jahrhundert galt Johann Crügers Melodie Jesus, meine Zuversicht als die Melodie für Keimanns Text.
Die heute – spätestens seit dem Deutschen Evangelischen Gesangbuch – mit Meinen Jesus lass ich nicht ausschließlich verbundene Melodie komponierte Johann Ulich 1674. Sie gibt dem Text vor allem durch die Terzbetontheit der beiden Anfangszeilen einen „zärtlichen“ Klang. Max Reger legte sie seiner spätromantischen Choralkantate Meinen Jesum laß ich nicht (1906) zu Grunde.

## Rezeption in katholischen Gesangbüchern

### Hildesheim
Für das Melodienbuch zum Gesangbuch Hildesheim 1893 schuf Winand Nick eine neue Weise zu Meinen Jesus lass ich nicht. Der Text im Gesangbuch Hildesheim 1893 besteht aus der 1. Strophe des Liedes von Keimann (mit Änderungen) und drei Strophen eines unbekannten Verfassers, die sich bereits im Gesangbuch von Carl Lütkenhaus (1780–1854), Münster 1842, finden.
Diese Version des Liedes ist im Gotteslob 2013 für Hamburg, Hildesheim und Osnabrück unter der Nr. 809 enthalten; zuvor stand sie im Gotteslob Hildesheim 1975 unter der Nr. 820 und im Gotteslob Hamburg 1997 unter der Nr. 863 (gegenüber 1893 um eine Strophe verkürzt).

### Konstanz
Keimanns 1. Strophe findet sich auch im Gesangbuch Konstanz 1812. Auch die weiteren dort damit kombinierten Strophen sind protestantischen Ursprungs, sie standen zuvor bereits im Gesangbuch zum gottesdienstlichen Gebrauch in den Königlich Preußischen Landen, Berlin 1781, und im Gesangbuch Württemberg (Wirtemberg) 1791.
Das Melodienbuch zum Konstanzer Gesangbuch unterlegt diesem Text die Weise von Großer Gott, wir loben dich.
Die Gesangbücher Bamberg 1935 und Würzburg 1948 enthalten eine völlig andere Melodie, geben als Quelle für diese jedoch fälschlich „Konstanzer Gesangbuch 1812“ an.
Eine nochmals andere Melodie findet sich im Gesangbuch St. Gallen 1863. Das Lied hielt sich in der Schweiz (wenn auch auf zwei Strophen verkürzt) bis ins KGB von 1966.

## Trivia
In Johannes Bobrowskis Erzählung Der Mahner findet sich die Anekdote von einem Säufer, der sonntags in Königsberg von Kirche zu Kirche geht, um dort jeweils am Abendmahl teilzunehmen. (Er kennt die übliche Dauer der Predigten.) Die letzte Station seiner „Rundreise“ ist der Dom: „Und wenn der Dompfarrer […] den Kelch vielleicht schon wegziehen will, […] greift unser Mann […] zu, sagt laut: Meinen Jesum laß ich nicht, und nimmt noch einen schönen Schluck.“